# ميفعة (بني سعد)

تعديل مصدري - تعديل

ميفعة هي إحدى قرى عزلة قرن المسجد بمديرية بني سعد التابعة لمحافظة المحويت، بلغ تعداد سكانها 107 نسمة حسب تعداد اليمن لعام 2004.